# Bistorta paleacea
Bistorta paleacea är en slideväxtart som först beskrevs av Nathaniel Wallich, och fick sitt nu gällande namn av Yonekura & H. Ohashi. Bistorta paleacea ingår i släktet ormrötter, och familjen slideväxter. Utöver nominatformen finns också underarten B. p. pubifolium.